# Badiera subrhombifolia
Badiera subrhombifolia är en jungfrulinsväxtart som beskrevs av J.R.Abbott. Badiera subrhombifolia ingår i släktet Badiera och familjen jungfrulinsväxter. Inga underarter finns listade i Catalogue of Life.